# Камалия (певица)
Кама́лия (настоящее имя — Ната́лья Ви́кторовна Захур (урождённая Шмаренкова); род. 18 мая 1977 года, станция Степь, Читинская область, Забайкалье, РСФСР) — украинская поп-исполнительница, актриса, модель, автор-исполнитель. Заслуженная артистка Украины (2004).
Через несколько лет отца Натальи, военного лётчика, перевели в Будапешт, а затем и во Львов, где девочка окончила школу.
Карьера Камалии как певицы началась в 1993 г. на фестивале «Червона Рута». После этого она уехала в Москву, где победила в конкурсе «Телешанс».

## Биография
В 2004 году Камалия была удостоена звания Заслуженной артистки Украины. Победительница конкурса «Миссис Мира» в 2008 году. В 1999 году авторская песня Камалии «Люблю тебя» — была признана победителем фестиваля «Песня года». Является основателем шоу-центра «Камалия», который занимается не только её продюсированием, но и проведением гала-концертов, шоу-программ с участием украинских, российских и зарубежных звёзд. В 2003 году Камалия вышла замуж за британо-пакистанского бизнесмена Мохаммада Захура.
В годы войны их брак распался; по словам Камалии — в частности из-за того, что супруг свёл их под одной крышей со своей дочерью от предыдущих отношений. Камалия даже хотела вступить в армию из-за развода, однако ей отсоветовал Главнокомандующий ВСУ Валерий Залужный: 
Он посадил меня перед собой и сказал: «Ты понимаешь, если подпишешь контракт, ты не сможешь выезжать. А как же дети? Ты в первую очередь мать. Ты волонтер, много делаешь для ВСУ, для людей. Твоя миссия — дарить людям радость, помогать гуманитарно, быть мамой». Я задумалась и решила не подписывать контракт". 

## Семья

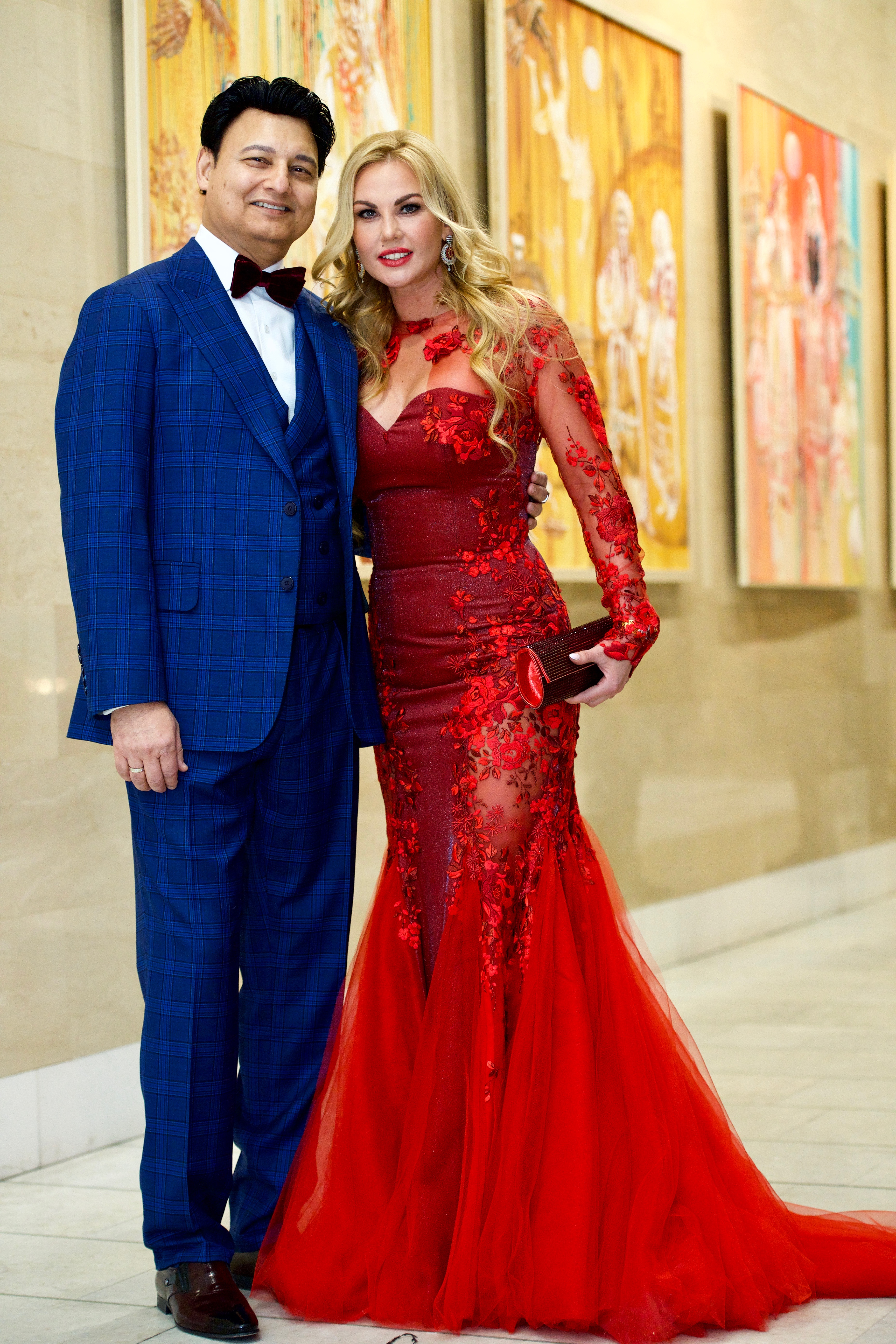
Камалия и Мохаммад Захур

- Отец — Виктор Анатольевич Шмаренков — лётчик-штурман, в 1975 году окончил Черниговское лётное училище, подполковник в отставке, живёт в Чернигове[3][4].
- Мать — Инна Петровна Шмаренкова (д. Прядко) — работала в столовой Черниговского лётного училища, её продюсер до 2008 года.[4]
- Муж — Мохаммад Захур (род. 1 августа 1955) — бизнесмен, миллиардер[5][6][7].
- Дочери-близнецы — Мирабелла и Арабелла Захур (род. 6 сентября 2013).

## Дискография
- Стиль техно (1998)
- С любовью, Камалия (2001)
- Год Королевы (2007)
- Клуб Опера (2012)
- New Kamalyia (2012)

## Фильмография
- 2010 — Муж моей вдовы (дебют) — Анна Кастанди
- 2012 — Мантера
- 2012 — И отцы, и дети — Соня Курбанова
- 2012 — Эффект Богарне — Великая княжна Мария Николаевна
- 2013 — Офицер ранен — Катя

## ТВ
- 2017 — Танцы со звёздами